# Routa (drahokam)

Diagram znázorňuje vývoj způsobu plochého výbrusu od jednoduchého (Point Cut) až k nejsložitějšímu způsobu (Old European Cut)

Routa (drahokam) – typ plochého výbrusu drahokamu (angl. rose cut, něm. die Raute nebo Rosenschliff).
Routa je víceboký, do facet vybroušený jehlan s plochou základnou. Facety jsou zpravidla kosočtverečné (tj. routové) nebo trojúhelné plošky. Nejstarší čtyřboké a šestiboké routy se brousily od konce 14. století v Burgundsku a brzy se rozšířily do celé Evropy. Během renesance se postupně zmnožují na 8 a 16, čímž se zmenšují. Routa se užívala zejména u průhledných drahokamů jako je diamant, rubín, křišťál a další, ale také např. český granát; zvyšuje jejich index lomu a brilanci. Zadní stěna se někdy podkládala stříbrnou fólií. Routa byla oblíbená až do baroka, během 19. století ji většinou nahradily dokonalejší brusy jako briliantový nebo hvězdový.   
Náhražkou vybroušené routy v bižuterii je její tvar ze skla mačkaný v kleštích.